# Stictoptera griveaudi
Stictoptera griveaudi là một loài bướm đêm trong họ Noctuidae.